# Sciadonsäure
Die Sciadonsäure ist eine mehrfach ungesättigte Fettsäure aus der Gruppe der bis- oder polymethylen-unterbrochenen Isolensäuren (PMI; Poly-Methylene-Interrupted), weil zwei der isolierten cis-Doppelbindungen durch mehr als eine Methylengruppe getrennt sind. Zu diesen zählen auch die Pinolensäure und Taxolensäure.
Namensgebend ist die Schirmtanne (Sciadopitys verticillata). Im Englischen wird die Säure teils auch als Sciadopinolenic acid, Podocarpic acid sowie Calthic acid bezeichnet. Allerdings im Deutschen sind keine entsprechenden Namen geläufig. So bezeichnet Podocarpinsäure (Podocarpsäure, Podocarpussäure) ein Diterpen.

## Vorkommen
Sciadonsäure wurde in vielen natürlichen Quellen gefunden und kommt vor allem in Koniferen vor, dort in den Samenölen und Blattfetten praktisch aller untersuchten Arten. Aber auch in Dotterblumen (Caltha spp.) oder in Schwarzkümmelarten (Nigella spp.) kommt sie in größerer Menge vor.
Sie kommt zum Beispiel in Nageia nagi (Gattung Nageia) bis zu 26 % vor, sowie in Nageia andina (ca. 16 %) und mehreren Arten der Kopfeiben (ca. 9–14 %). Im Samenöl mehrerer Arten der Gattungen der Nusseiben (Torreya) und Eiben (Taxus) kommt sie vor, in größerer Menge z. B. in Torreya fargesii, Torreya grandis (ca. 11 %) und Torreya nucifera (ca. 6–7 %). Sie kommt in Arten der Gattung Pinus vor, beispielsweise in der See-Kiefer (Pinus pinaster), in zwei Studien betrug der Anteil im Öl 1,3 bzw. 7,1 %. Auch im Pinienkernöl oder in Pinienkernen (Pinus pinea), die als Lebensmittel verwendet werden, kommt sie vor, wie auch im Zedernussöl. Bionectria ochroleuca, ein endophytischer Pilz von Torreya grandis, produziert ebenfalls sciadonsäurehaltige Lipide. Sciadonsäure kommt außerdem in Ginkgosamen vor.
Sie findet sich auch in Insekten (Periplaneta americana und verschiedene Arten von Grillen), Schleimpilzen und wirbellosen Meerestieren, darunter Muscheln, Schnecken und Seeigel.

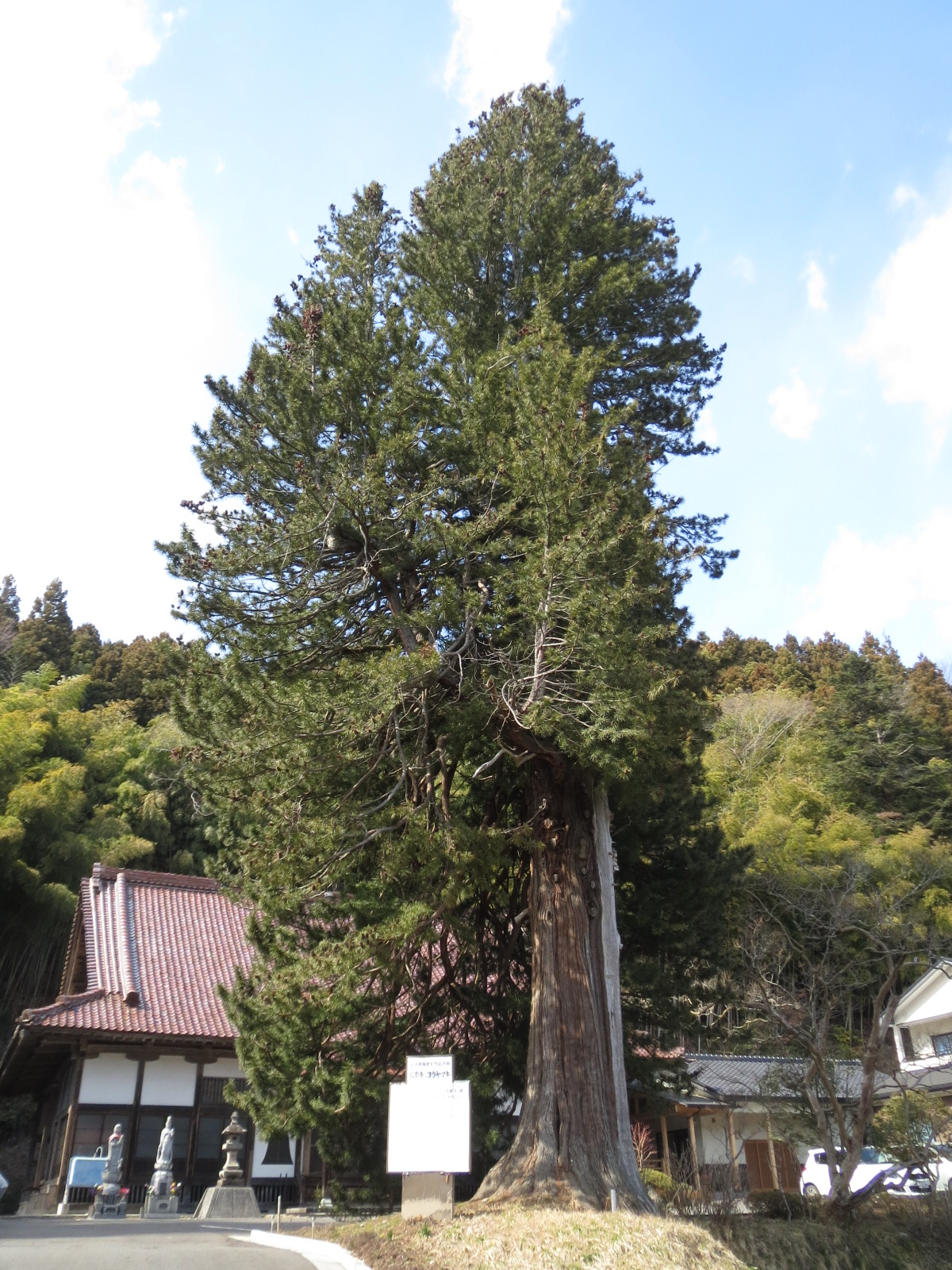
Schirmtanne (Sciadopitys verticillata)
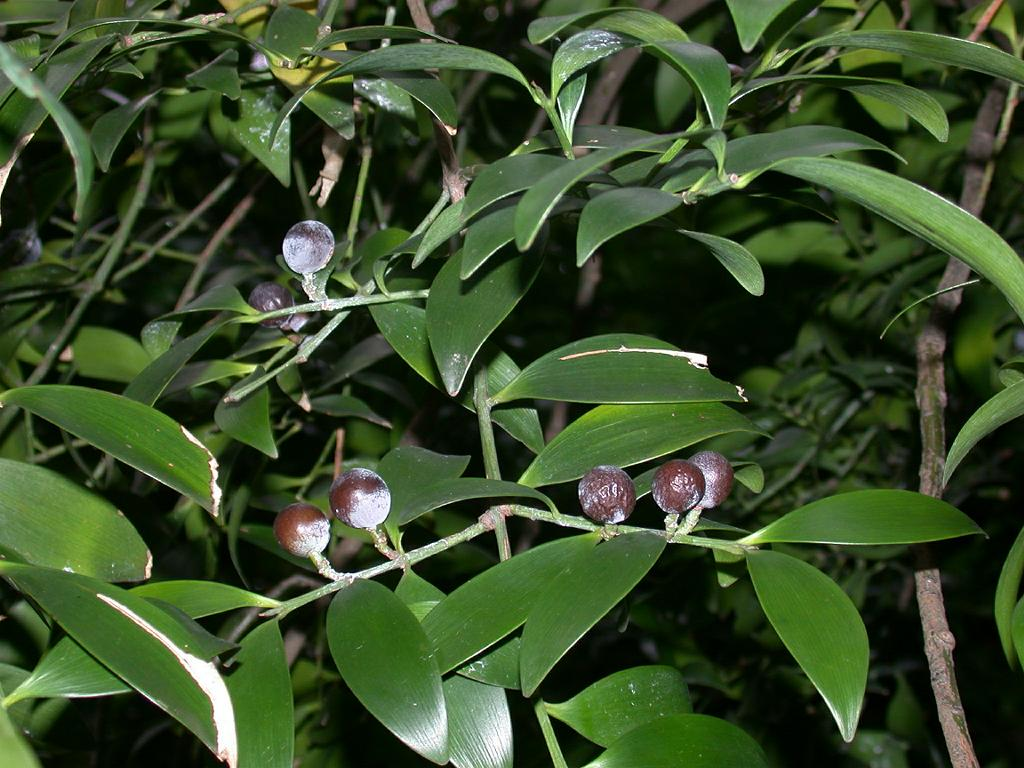
Fruchtstand von Nageia nagi (Syn.: Podocarpus nagi)
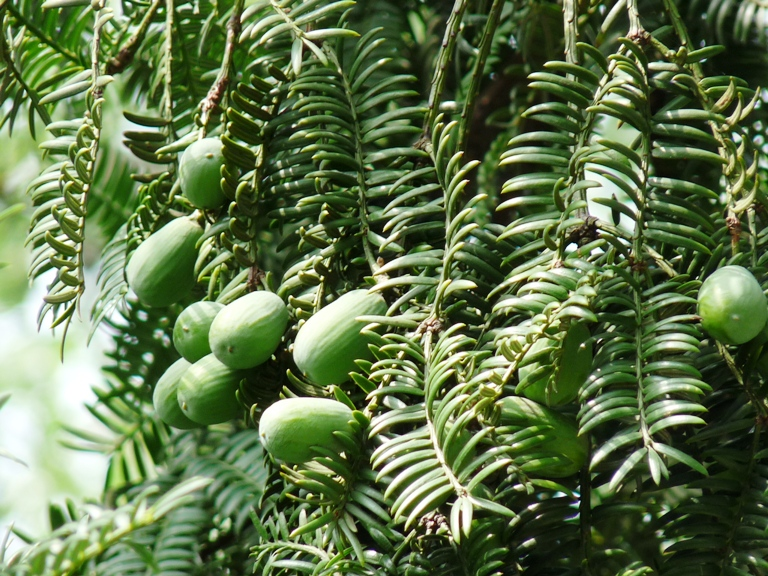
Torreya grandis
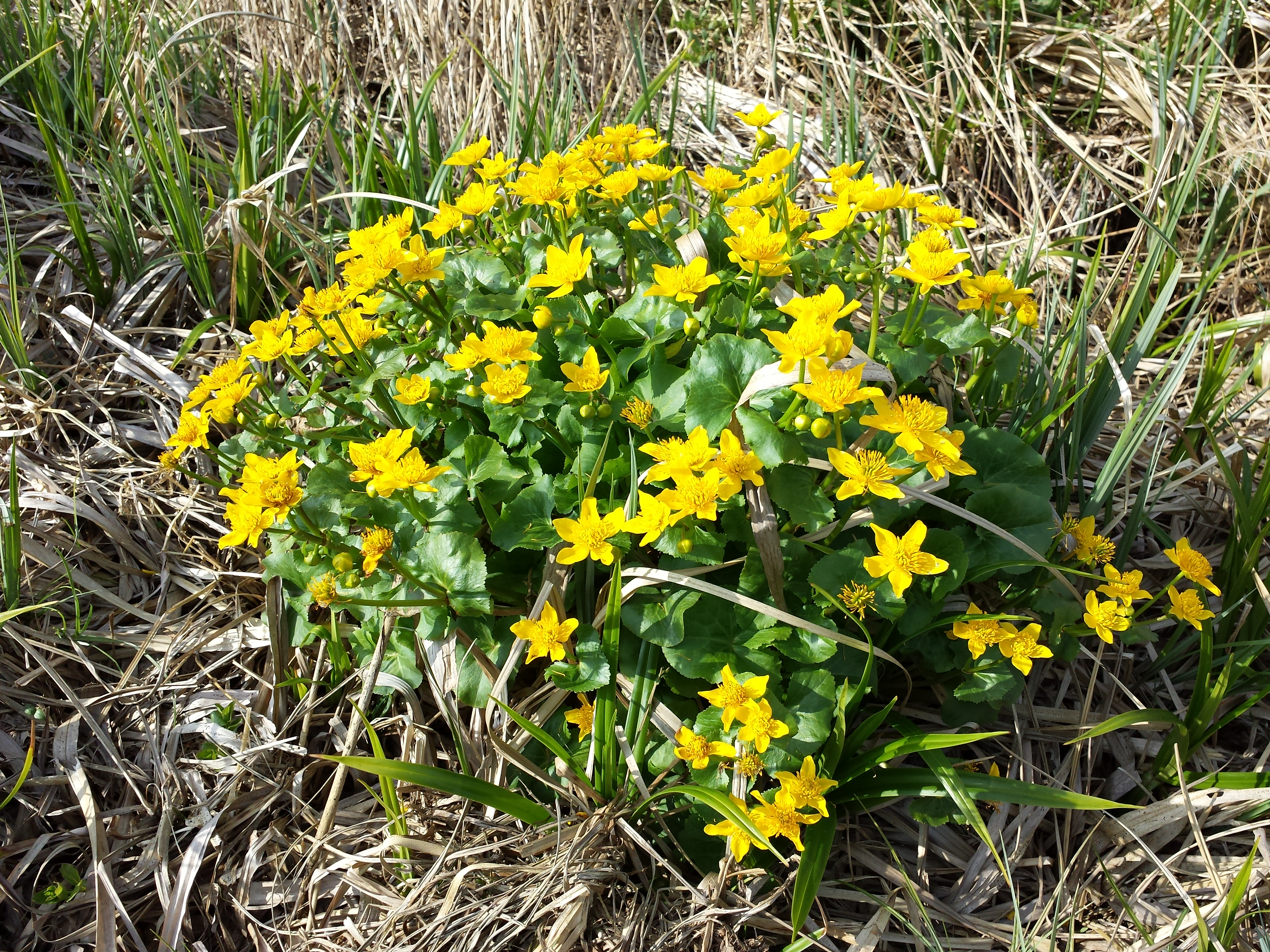
Sumpfdotterblume (Caltha palustris)
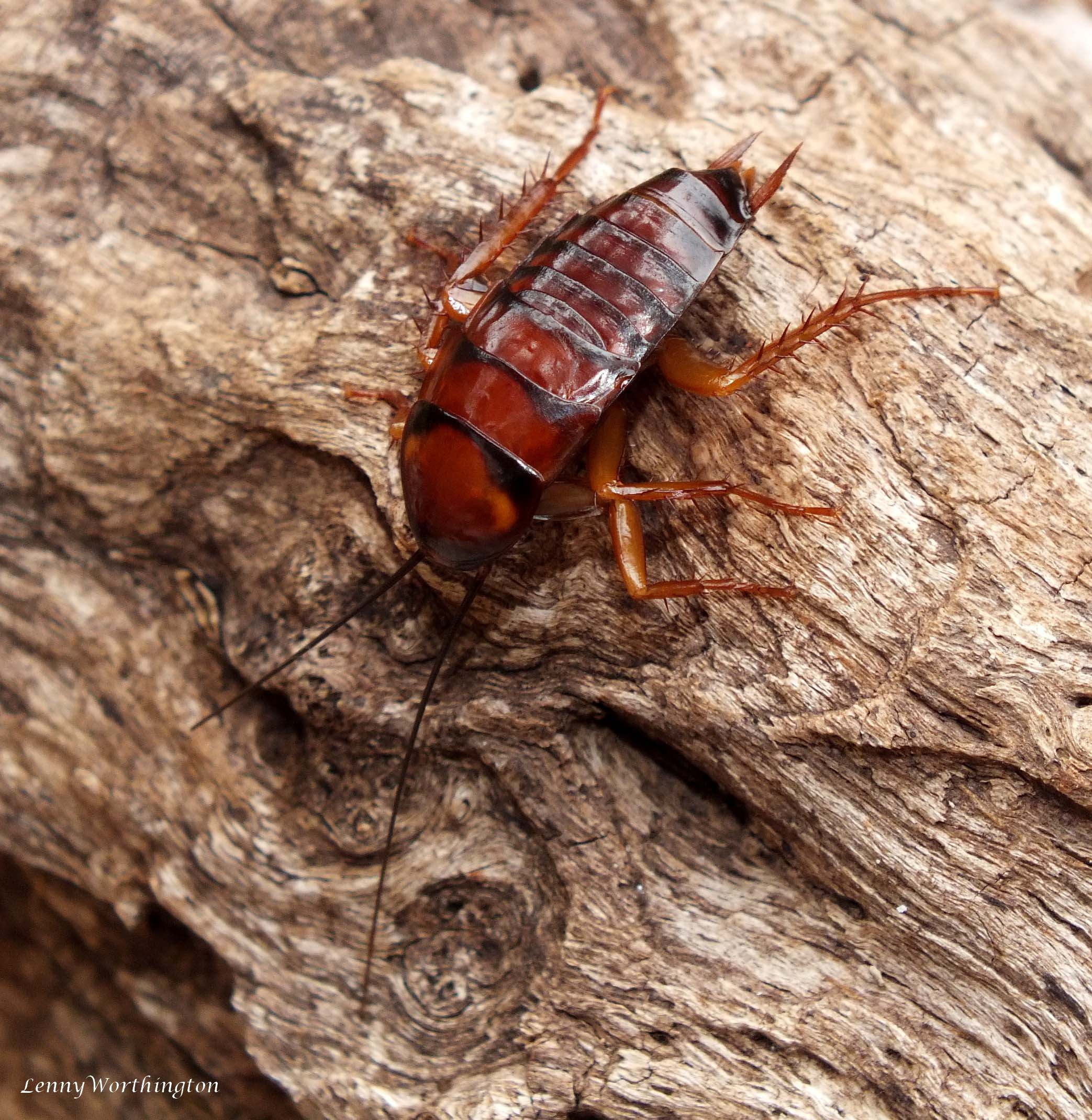
Periplaneta americana

## Eigenschaften
Sciadonsäure wird in Säugetieren in Phospholipide eingebaut und kann dort Arachidonsäure ersetzen. Ebenso wie die Arachidonsäure macht sie einen höheren Anteil bei den Phosphatidylinositolen aus als bei anderen Phospholipiden. Sie wirkt in vitro entzündungshemmend durch Hemmung der Phosphodiesterase und Lipoxygenase-5.